# Arne Lundqvist
Arne Eskil "Lunkan" Lundqvist, född 10 oktober 1926, är en svensk före detta fotbollsspelare som spelade inner för Örebro SK och det svenska landslaget under 1950-talet. Sammanlagt spelade han fyra A-landskamper och gjorde tre mål.
Lundqvist påbörjade sin fotbollskarriär i BK Zeros i Motala. Med BK Kenty från Linköping spelade han final i Svenska cupen 1948, där laget föll mot Råå IF med 6-0. Han värvades till IK Sleipner från Norrköping och därefter till Örebro SK. Han debuterade i svenska landslaget mot Turkiet på Råsunda 1951. Sverige vann med 3–1 och Lundqvist gjorde matchens sista mål. Han spelade i fyra allsvenska matcher för IFK Göteborg hösten 1953 innan han blev proffs i franska Stade de Reims och spelade 16 matcher i ligan. Efter ett utlån till Cercle Athlétique de Paris återvände han till ÖSK 1956.
Lundqvist avled i hemstaden Motala den 1 april 1997.